# I Repubblicani (Germania)
I Repubblicani (in tedesco Die Republikaner, REP) è un partito politico tedesco nazionalista e nazionalconservatore, esponente del populismo di destra.
Fondato a Monaco di Baviera da alcuni ex membri dell'Unione Cristiano-Sociale in Baviera il 26 novembre 1983, il partito ha come punto principale del suo programma la lotta all'immigrazione. Il partito attrae i voti di coloro che considerano la CDU e la CSU troppo poco conservatrici.
Miglior risultato elettorale dei Repubblikaner è stato alle elezioni europee del 1989, quando hanno ottenuto il 7,1 % e 6 europarlamentari, che hanno aderito al Gruppo Tecnico delle Destre Europee, e alle elezioni regionali del Baden-Württemberg, dove ha avuto dei seggi fino al 2001. Dopo quella data non hanno avuto più seggi e i loro risultati più considerevoli sono avvenuti solo nel Baden-Württemberg e in Baviera.
I Republikaner sono considerati un partito di estrema destra, anche se non si considerano come tali. La Corte Costituzionale Federale tedesca lo ha considerato estremista dal 1992 al 2006.

## Presidenti federali
| Presidente          | Periodo   |
| ------------------- | --------- |
| Franz Handlos       | 1983–1985 |
| Franz Schönhuber    | 1985–1994 |
| Rolf Schlierer      | 1994–2014 |
| Johann Gärtner      | 2014–2016 |
| Kevin Krieger       | 2016–2019 |
| Michael Felgenheuer | 2019      |
| Tilo Schöne         | dal 2019  |

## Simboli

Fino al 2018